# 小川浩史
小川 浩史（おがわ ひろし、1963年 - ） は、日本の生物地球化学者。東京大学大気海洋研究所教授。

## 人物・経歴
東京都生まれ。1987年東京農工大学農学部環境保護学科卒業。1992年東京農工大学大学院連合農学研究科環境保護学専攻博士課程修了（農学博士）、科学技術庁科学技術特別研究員（通商産業省工業技術院資源環境技術総合研究所環境影響予測部海洋環境予測研究室）。1993年東京大学海洋研究所海洋生化学部門助手。1997年文部省在外研究員（ワシントン大学海洋学部、テキサス大学オースティン校海洋科学研究所）。2001年東京大学海洋研究所海洋化学部門生元素動態分野助教授。2019年東京大学大気海洋研究所海洋地球システム研究系海洋化学部門教授。日本学術会議連携会員、日本学術会議IMBER小委員会委員長。